# Alchemilla pusilla
Alchemilla pusilla é uma espécie de rosácea do gênero Alchemilla, pertencente à família Rosaceae.